# Costanzo Buttafoco da Sarnano
Costanzo Buttafoco da Sarnano OFMConv (ur. 4 października 1531 w Sarnano, zm. 20 grudnia 1595 w Rzymie) – włoski kardynał.

## Życiorys
Urodził się 4 października 1531 roku w Sarnano, otrzymując na chrzcie imię Gasparo. Około 1541 roku wstąpił do zakonu franciszkanów konwentualnych, a następnie studiował filozofię i teologię. Po przyjęciu święceń kapłańskich został wykładowcą w Perugii, Padwie i Rzymie. 16 listopada 1586 roku został kreowany kardynałem prezbiterem i otrzymał kościół tytularny San Vitale. 6 kwietnia 1587 roku został wybrany biskupem Vercelli, a 12 lipca przyjął sakrę. Około 1589 roku zrezygnował z zarządzania diecezją. Zmarł 20 grudnia 1595 roku w Rzymie.